# Peter Lipton
Peter Lipton (født 9. oktober 1954 i New York, død 25. november 2007 i Cambridge) var en amerikansk filosof, leder afdelingen for historie og filosofi i videnskab ved Cambridge University. Han blev i sin levetid regnet som en af de førende filosoffer og epistemologer i verden.
Lipton studerede først ved Wesleyan University senere ved Oxford University. Efter afslutningen af sine studier underviste han ved Clark University og Williams College.
Han var medlem af Nuffield Council on Bioethics (2003–2007).
I 2004 blev Lipton udnævnt til Medawar Prize Lecturer af Royal Society.
Peter Lipton blev især kendt for princippet om, at man i videnskaben bør drage slutninger ud fra hvad, der giver den bedste forklaring (engelsk: inference to the best explanation).

## Forfatterskab
- Inference to the Best Explanation, London: Routledge Chapman & Hall, 2. A. 2004, ISBN 0-415-24202-9